# 5075 Goryachev
5075 Goryachev è un asteroide della fascia principale. Scoperto nel 1969, presenta un'orbita caratterizzata da un semiasse maggiore pari a 2,4133222 UA e da un'eccentricità di 0,1749833, inclinata di 1,32617° rispetto all'eclittica.